# Consuelita
Consuelita er en italiensk stumfilm fra 1925 instrueret af Roberto Roberti.

## Medvirkende
- Francesca Bertini
- Ida Carloni Talli
- Alfonso Cassini
- Guido Graziosi